# Spirobolus scrobiculatus
Spirobolus scrobiculatus är en mångfotingart som beskrevs av Karsch 1881. Spirobolus scrobiculatus ingår i släktet Spirobolus och familjen Spirobolidae. Inga underarter finns listade i Catalogue of Life.